# Babji Zub
Babji Zub, cyr. Бабји Зуб – szczyt w paśmie Sinjajevina, w Górach Dynarskich, położony w Czarnogórze. Jest to najwyższy szczyt pasma Sinjajevina.